# Floating on a Dream
Floating on a Dream (stilisiert Floating On A Dream) ist das Debüt-Studioalbum des US-amerikanischen Singer-Songwriters Avi Kaplan, das am 20. Mai 2022 über Fantasy Records veröffentlicht wurde. Es ist Kaplans erstes Studioalbum seit seinem Austritt aus der a-cappella-Gruppe Pentatonix im Jahr 2017 sein. Das Album ist vollständig von Shooter Jennings produziert und enthält einen Gastauftritt von Joy Williams.

## Hintergrund
Am 12. Mai 2017 gab Kaplan bekannt, dass er die a-cappella-Gruppe Pentatonix nach sechs Jahren verlassen wird. In einem Video, in dem er seinen Austritt ankündigte, erklärte Kaplan, dass er es zwar genoss, in der Gruppe zu sein, es ihm aber schwer fiel, mit ihrem Zeitplan Schritt zu halten, was ihn zwang, weniger Zeit mit seiner Familie zu verbringen. Seine letzte Show mit der Gruppe fand am 3. September auf der Champlain Valley Fair in Essex Junction, Vermont, statt.
Vor seiner Ankündigung begann Kaplan als unabhängiger Künstler unter dem Namen Avriel & the Sequoias Musik zu veröffentlichen. Sein Debüt-Soloprojekt Sage and Stone wurde am 9. Juni 2017 veröffentlicht. Nachdem Kaplan Pentatonix verlassen hatte, trennte er sich von ihrem Label RCA Records und veröffentlichte weiterhin Solomusik. Am 5. November 2019 kündigte er sein zweites Soloprojekt I'll Get By an, das am 24. Januar 2020 veröffentlicht werden sollte. Die Veröffentlichung wurde auf den 28. Februar verschoben, da Kaplan bei Fantasy Records unterschrieb.
Am 15. November 2021 veröffentlichte Kaplan die Lead-Single First Place I Go des Albums. Er kündigte offiziell sein erstes Studioalbum an und veröffentlichte am 15. Februar 2022 seine zweite Single All Is Well mit der Sängerin Joy Williams.

## Rezeption
In einer positiven Rezension lobte Mark Engleson von Entertainment Focus Kaplans „unglaubliche Stimme; sie wird bei jedem Projekt, das er macht, herausragen. Sein Songwriting und die Produktion hier bringen seine tiefe emotionale Kraft zum Vorschein und machen ein Album, das sich gut anhören lässt und Spaß macht.“

## Track listing
Alle Lieder wurden von Shooter Jennings produziert.
| Nr.          | Titel                            | Autor(en)                                              | Länge |
| ------------ | -------------------------------- | ------------------------------------------------------ | ----- |
| 1.           | First Place I Go                 | Avi Kaplan, Trent Dabbs                                | 4:49  |
| 2.           | Floating on a Dream              | Avi Kaplan, Kaleb Jones, Smith Curry                   | 3:59  |
| 3.           | On My Way                        | Avi Kaplan, Daniel Ellsworth                           | 3:40  |
| 4.           | He Don't Love You Right          | Avi Kaplan, Daniel Ellsworth, Michał Nocny             | 4:32  |
| 5.           | I'm Only Getting Started         | Avi Kaplan, William Rinehart, Jeremy Lutito, Tim Burns | 4:01  |
| 6.           | Try to Get It Right              | Avi Kaplan, Kaleb Jones                                | 3:39  |
| 7.           | I Can't Lie                      | Avi Kaplan, Kaleb Jone                                 | 3:00  |
| 8.           | All Is Well (feat. Joy Williams) | Avi Kaplan, Joy Williams, Daniel Ellsworth             | 2:57  |
| 9.           | Into the Blue                    | Avi Kaplan, Bill Reynolds                              | 4:14  |
| 10.          | When I'm a Fool                  | Avi Kaplan, Kaleb Jones                                | 3:41  |
| 11.          | My Queen                         | Avi Kaplan, Kaleb Jones                                | 4:43  |
| Gesamtlänge: | Gesamtlänge:                     | Gesamtlänge:                                           | 43:21 |

## Mitwirkende
Credits übernommen von Fantasy Records.
Musicians
- Avi Kaplan – Gesang, Gitarre
- Aubrey Richmond – Violine
- Chris Masterson – Gitarre
- Daniel Ellsworth – Klavier, Orgel, Synthesizer
- Jamie Douglass – Schlagzeug, Percussion
- John Schreffler, Jr. – Pedal-Steel-Gitarre
- Joy Williams – Gesang
- Kaleb Jones – Gitarre
- Smith Curry – Pedal-Steel-Gitarre
- Ted Russell Kamp – Bassgitarre

Technical
- Shooter Jennings – Produktion
- David Spreng – Aufnahme, Arrangement
- Trina Shoemaker – Abmischung
- Pete Lyman – Mastering